# NGC 3185

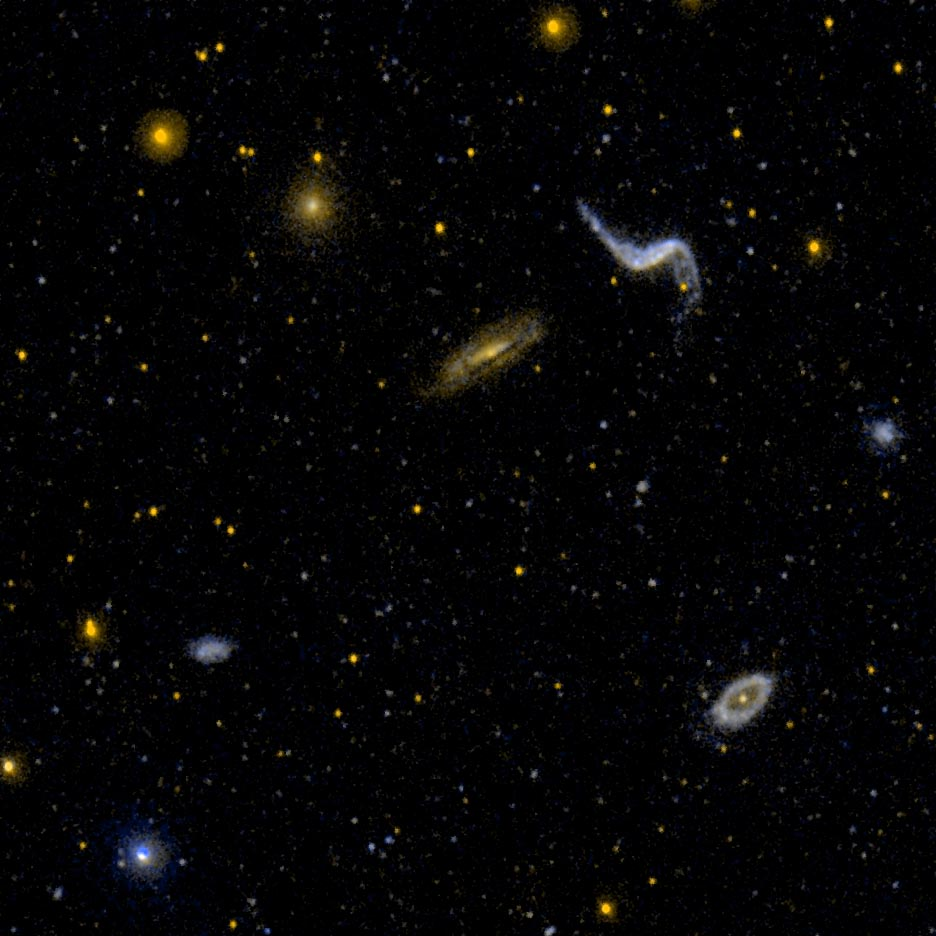
NGC 3185 (prawa dolna), NGC 3190, NGC 3187 i NGC 3189 – zdjęcie w ultrafiolecie

NGC 3185 (również PGC 30059, UGC 5554 lub HCG 44C) – galaktyka spiralna z poprzeczką (SBa), znajdująca się w gwiazdozbiorze Lwa. Odkrył ją w styczniu 1850 roku George Stoney – asystent Williama Parsonsa. Galaktyka ta należy do grupy Hickson 44. Jest zaliczana do galaktyk Seyferta typu 2.